# Peter Fiedler (Politiker)
Peter Fiedler (* 11. Dezember 1936; † 22. Dezember 1982) war ein deutscher 
Erziehungswissenschaftler und Politiker (SED). Er war stellvertretender Minister für Hoch- und Fachschulwesen der DDR.

## Leben
Fiedler wurde 1951 Mitglied der Freien Deutschen Jugend (FDJ). Von 1955 bis 1960 studierte er Germanistik und Geschichte an der Friedrich-Schiller-Universität Jena. Von 1960 bis 1964 war er Erster Sekretär der Hochschulgruppenleitung (HSGL) der FDJ in Jena, erhielt danach eine Aspirantur und promovierte zum Dr. paed. Von 1966 bis 1972 war Fiedler Erster Sekretär der Universitätsparteileitung (UPL) der SED in Jena. Von 1973 bis 1981 war er Stellvertreter des Ministers für Hoch- und Fachschulwesen, danach Erster Stellvertreter des Direktors des Zentralinstituts für Hochschulbildung.
Fiedler war auch Mitglied des Hoch- und Fachschulrates der DDR und wurde zum Professor berufen.

## Schriften
- Johannes R. Bechers „Winterschlacht“. – In: Wissenschaftliche Zeitschrift der Universität Jena, 10 (1960/61), S. 439–447.
- Erziehung zur gesellschaftlichen Verantwortung im Jugendverband. Pädagogische Probleme der Herausbildung gesellschaftlich wertvoller moralischen Einstellungen bei FDJ-Mitgliedern und Möglichkeiten des Nachweises von Einstellungsveränderungen im pädagogischen Prozeß. Philosophische Fakultät, Friedrich-Schiller-Universität Jena 1967 (Dissertation).
- (zusammen mit Gerhard Riege): Die Friedrich-Schiller-Universität Jena in der Hochschulreform. Hg. im Auftrag des Ministeriums für Hoch- und Fachschulwesen der DDR, Jena [1969].

## Auszeichnungen
- Artur-Becker-Medaille in Silber (1962)
- Vaterländischer Verdienstorden in Bronze (1971) und in Silber (1980)